# Società Torinese Automobili Rapid

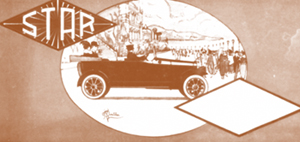
S.T.A.R. Rapid poster con logo

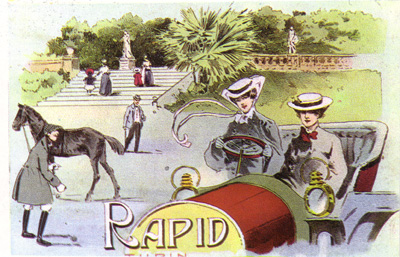
S.T.A.R. Rapid poster

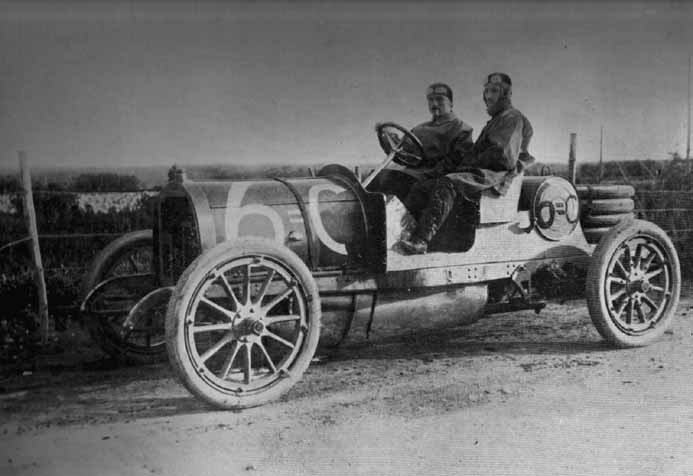
1907 Targa Florio -STAR Rapid 6C

La Società Torinese Automobili Rapid, anche nota con l'acronimo STAR o, più ancora, come Rapid, è stata una casa automobilistica italiana attiva a Torino dal 1904 al 1921.

## Il contesto
Dopo lo scioglimento della G.G. Ceirano, Giovanni Battista Ceirano riuscì, in forza del suo prestigio tecnico, a raggruppare alcuni finanziatori con i quali fondò, nell'ottobre 1904, una nuova azienda automobilistica, questa volta di notevoli dimensioni. Allo scopo vennero acquistati gli immobili produttivi delle ex Acciaierie Bianchi di Barriera Nizza, assorbendone le maestranze.
La neonata STAR, con un capitale sociale versato di 2.000.000 di Lire, si affacciò sul mercato motoristico vantando ottime credenziali, rappresentate dall'esperienza di Ceirano, da una superficie produttiva attrezzata di 50.000 m² e da una forza lavoro di 500 operai, oltre a due garages di vendita e manutenzione: uno in via Porta Tenaglia n. 9 a Milano e l'altro in corso Vittorio Emanuele n.9 a Torino, ovvero la vecchia sede dell'Accomandita Ceirano, di proprietà del padre di Vincenzo Lancia.

## Gli inizi e l'immediato successo
I primi anni della STAR furono i più proficui e interessanti dal punto di vista creativo. Sotto la direzione tecnica del vulcanico Giovanni Battista Ceirano, l'azienda progettò e realizzò una vasta gamma di veicoli a motore.
Già nel gennaio del 1905 la STAR si presentò alla Seconda Esposizione di Automobili in Torino con gli autotelai derivati dalla precedente produzione G.G. Ceirano, aggiornati e dotati di tre diversi tipi di motorizzazione, da 16, 24 e 50 HP. Tre mesi dopo, alla Mostra del Ciclo e dell'Automobile di Milano le vetture Rapid erano esposte complete di carrozzeria e le notizie di stampa ipotizzavano l'apertura di una nuova officina produttiva a Napoli, per soddisfare gli ordinativi provenienti dal Sud Italia. In effetti un secondo opificio STAR venne avviato, ma sempre a Torino, in zona Barriera San Paolo, dove furono dislocati 150 operai.
Un primo intoppo fu rappresentato da un incidente stradale e dal clamore che questo suscitò sulla stampa nazionale a causa delle personalità coinvolte. Durante il collaudo pre-consegna di una vettura, effettuato sulla salita del Moncenisio all'alba del 16 luglio 1905, una Rapid Tipo 16-20 HP Torpedo con a bordo 5 persone, nel tentativo di compiere un sorpasso, si schiantò contro un paracarro. La vettura esplose e si ruppe in due tronconi, proiettando i passeggeri in varioe direzioni. Nel sinistro perirono Rodolfo Chiò, direttore vendite della STAR, il collaudatore Domenico Cavallo, e l'acquirente Francesco Martiny, titolare dell'importante industria torinese Manifatture Martiny. Le operazioni di soccorso bloccarono la vettura del Duca di Genova, il che diede maggior risonanza all'evento.
L'eco negativa del tragico sinistro non influì pesantemente sull'attività aziendale, i cui ambiziosi programmi continuarono ad essere messi in atto con sorprendente velocità.
L'Automobile, nel maggio 1906, dedicò una ampio servizio alla Rapid, nel quale elogiava la produzione e annunciava non meglio precisate commesse britanniche per una cifra pari a 15 milioni di Lire in un triennio. Secondo la brochure aziendale di quell'anno, la gamma STAR comprendeva gli automobili "Tipo 12-14 HP" da 8.000 Lire, "Tipo 16-20 HP" da 10.000 Lire e "Tipo 28-40 HP" da 17.000 Lire.
Completavano la gamma l'autotelaio "Tipo 50-70 HP" che poteva essere carrozzato come vettura di gran lusso double phaeton oppure omnibus e la modernissima "Tipo Innaffiatrice Automobile" brevettata. Quest'ultima, dotata di doppio getto posteriore regolabile, era in grado di innaffiare strade di larghezza fino a 20 metri e veniva venduta a 20.000 Lire. Due esemplari furono subito acquistati dai comuni di Torino e Roma.
Un'altra importante commessa venne dal Ministero delle poste e dei telegrafi che fece attrezzare diversi esemplari "Tipo 12-14 HP" come furgoni per il servizio postale.
Tutto sembrava procedere per il meglio, quando nel dicembre 1906 Ceirano decise di abbandonare la STAR. I motivi del suo ritiro non si conoscono, ma è probabile fossero dovuti alle già gravi condizioni di salute che, pochi anni dopo, lo porteranno a una morte prematura.

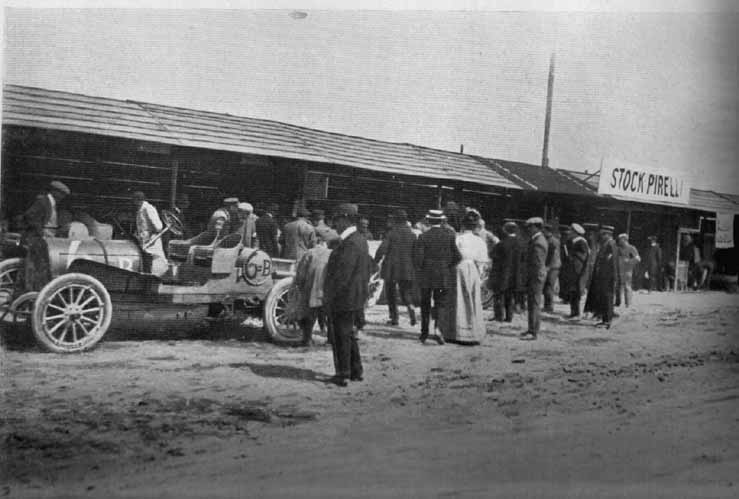
1907 Targa Florio - Gallina in STAR Rapid 6B

## La crisi industriale
Come non bastasse la fuoriuscita di Ceirano, la STAR dovette affrontare la crisi economica del 1907 che colpì fortemente il comparto industriale e, in particolare, il settore automobilistico, portando alla chiusura varie aziende come la OTAV, la San Giorgio o la Florentia.
La STAR riuscì a resistere, ma al prezzo di gravi sacrifici. Nell'aprile del 1907 venne chiuso lo stabilimento di Barriera San Paolo, con una prima ondata di licenziamenti. Nell'agosto dello stesso anno anche la fabbrica di Barriera Nizza fu temporaneamente chiusa per un mese, allo scopo di riorganizzare gli impianti, provenienti dall'opificio dismesso. Nel contempo tutti i dipendenti furono licenziati e, dopo una rigida selezione, parte di loro furono riassunti, riducendo l'organico a 250 persone.
I primi segnali di ripresa si videro nel dicembre del 1908, quando la STAR avviò una liquidazione dei modelli in giacenza, allo scopo di liberare il magazzino alle nuove produzioni, contemporaneamente comunicando alla clientela d'aver superato il periodo critico e di avviarsi a una nuova fase di crescita produttiva.
In effetti, nei mesi successivi i nuovi modelli Rapid vengono presentati ai Saloni di Parigi e di Londra, affrontando le relative e considerevoli spese. Nel 1910 la gamma Rapid fu ulteriormente ampliata, arrivando a comprendere 8 diversi autotelai dotati di 8 diverse motorizzazioni, a partire dal 1.470 cm³ monoblocco da 9-12 Hp, per arrivare al 50-70 hp di 10.580 cm³ con cilindri separati. La forza lavoro raggiunse progressivamente le mille unità.

## Il periodo bellico
La Grande Guerra vide la STAR fortemente impegnata nello sforzo bellico, come gran parte delle industrie metalmeccaniche italiane. L'opificio di Barriera Nizza sfornava quotidianamente 4.000 proiettili d'artiglieria di vario calibro, oltre a pezzi di ricambio per mitragliatrici, cannoni e motori d'aviazione.
La produzione di veicoli, conseguentemente, venne limitata agli autocarri militari realizzati sull'autotelaio della "Tipo Innaffiatrice Automobile" e a una sola vettura, denominata Rapid Tipo Unico 10-12 HP, dotata di motore quadricilindrico da 1.590 cm³ con cambio a 3 marce e retromarcia che, nel 1916, venne anche equipaggiata con avviamento e illuminazione elettrici.
A partire dal 1917 fu sospesa ogni consegna civile e anche il "Tipo Unico" venne esclusivamente prodotto per l'esercito.

## Il dopoguerra e la chiusura
Al termine del conflitto si pose il problema di riavviare una produzione non bellica. La scelta della STAR fu prudente e intelligente, continuando la costruzione della "Tipo Unico", senza abbandonare la produzione di varie componentistiche per motori e, soprattutto, attrezzando gran parte dello stabilimento a officina per la riconversione di mezzi militari all'uso civile.
L'idea si rivelò azzeccata e alle officine STAR affluirono migliaia di automezzi da riparare e trasformare, provenienti sia dall'Esercito, sia dalle maggiori case automobilistiche come FIAT, Lancia e Itala.
A rallentare e poi interrompere l'attività della STAR furono le agitazioni sociali e il perenne stato di violenza che attraversò l'Italia del Nord durante il Biennio rosso. Scioperi, occupazioni di fabbriche e scontri tra varie fazioni politiche, spesso con esiti tragici, accadevano di continuo, in un clima di grande insicurezza.
Nel settembre 1920, dopo una settimana di occupazione della fabbrica, gli occupanti demolirono le insegne aziendali della STAR, sostituendole con grandi falci e martelli incrociati.
Tale situazione, che perdurava da oltre un anno, dovette apparire alla dirigenza come senza uscita e all'inizio del 1921 il consiglio d'amministrazione depositò i libri contabili in Tribunale, avviando la procedura di liquidazione, nonostante il forte attivo aziendale, testimoniato dal fatto che la procedura di liquidazione terminò, il 25 giugno 1925, con una eccedenza attiva di 107.000 Lire.
Nel 1921 la Rapid venne temporaneamente gestita dalle Officine Villar Perosa di Giovanni Agnelli e, in seguito, gli immobili furono acquistati dalla Società Piemontese Automobili., mentre le scorte di magazzino andarono a Costantino Petromilli, proprietario della CIP (Cyclecar Italiano Petromilli), che vendette gli autotelai e i ricambi in giacenza, mantenendo il marchio STAR.
Nel 1925 nello stesso isolato di via Nizza 150 viene costruito il nuovo stabilimento della RIV.
Nel 1973 lo spazio di via Nizza viene definitivamente ceduto alla CRT, confluita poi in UniCredit, dove tutt'ora la Banca ha sede.

## Modelli
I motori delle STAR prima della Grande Guerra erano a 4 cilindri, di cilindrata tra 1750 e 10560 cm³, durante il conflitto si produrrà quasi esclusivamente il motore della 10-12 hp e nel dopoguerra, un motore sempre 4 cilindri ma di 1592 cm³ con valvole laterali.
I primi modelli, costruiti a partire dal 1905, furono la STAR 16-24 HP e la 24-40 HP, entrambi con motore a quattro cilindri separati (rispettivamente di 4562 e 7432 cm³) e caratterizzati della trasmissione ad albero cardanico e il radiatore di forma tondeggiante ed elegante.  Il cambio era a 4 velocità più retromarcia.
Il telaio dei modelli Rapid era in acciaio stampato, con ruote da 875 m/m.
Il modello con maggior successo fu la 10-12 HP (1915-1916) poi Tipo 10 (1919-1921) prodotta fino alla chiusura dell'azienda.